# الخليفة (حي)
حي الخليفة هو أحد أحياء المنطقة الجنوبية بمحافظة القاهرة، ومن أغنى أحياء القاهرة بالآثار التاريخية والدينية والتي تعتبر علامة مميزة للحي وثروة قومية يلزم الحفاظ عليها وتطويرها، وهو ذات طبيعة شعبية تنتشر به العقارات القديمة والمساجد الأثرية ذات التاريخ والطبيعة الدينية، كما يتميز حي الخليفة بطبيعته الشعبية.

## تسمية
سمي على اسم الخليفة المعز لدين الله الفاطمي، هو من قام بإنشاء وبناء القاهرة.

## بنية تحتية
يضم حي الخليفة عدداً من المؤسسات الخدمية منها قسم الخليفة ومبنى السجل المدني الخاص بالحي ومستشفى الخليفة العام، كما تحتوي علي عدة مراكز رياضية لشباب الحي منها؛
- مركز شباب مبارك بالأمامين والتونسي.

## موقع
يقع حي الخليفة في منتصف القاهرة، فهو حلقة الوصل بين سكان أحياء البساتين - المعادي والسيدة زينب ووسط القاهرة.

## الشياخات
يضم حي الخليفة أربع عشرة شياخة هما؛
- الأباجية.
- الإمامين.
- البقلي.
- التونسي.
- الحطابة.
- الحلمية.
- الخليفة.
- السيدة عائشة.
- الصليبة.
- القادرية.
- المحجر.
- درب غزية.
- درب الحصر.
- عرب اليسار.

## شوارع
أهم الشوارع التي تتميز بالطابع الأصيل مثل؛ * شارع الألفي .
- شارع شيخون.

## معالم
يعتبر حي الخليفة من الأحياء الغنية بالآثار التاريخية والإسلامية، والتي تعتبر علامة مميزة للحي وثروة قومية يلزم الحفاظ عليها وتطويرها، وهو ذات طبيعة شعبية تنتشر به العقارات القديمة والمساجد الأثرية ذات التاريخ والطبيعة الدينية والأثار الإسلامية الخاصة بالعصور الإسلامية المختلفة، ومن أهم المعالم الدينية بالحي؛
- جامع الإمام الليثي .
- مسجد شيخون .
- مسجد أحمد بن طولون .
- جامع الخضيري
- مسجد سرغطمش .
- سبيل أم عباس .

### مسجد السلطان حسن
مسجد السلطان حسن بني السلطان الناصر حسن المسجد سنة 757 هـ / 1356، ويعد تحفة معمارية من عصر المماليك، يتضمن أبواباً برونزية مطعمة بالذهب والفضة، وألواح من الرخام وأرضيات من الرخام الملون ونافورة يخرج منها الشربات في المناسبات الخاصة وتبلغ مساحته حوالي 7906 متر مربع.

### جامع وضريح الإمام الشافعي
جامع وضريح الإمام الشافعي.

### مسجد السيدة سكينة
ينسب المسجد إلي آمنة بنت الحسين بن علي بن أبي طالب، وأمها رباب بنت امرئ القيس بن عدي بن أوس سيد بني كلب ولدت سنة 47 هـ، وسميت باسم جدة أم النبي محمد، ثم لقبتها أمها بسكينة كناية عن نفوس أهلها وأسرتها، فكانت تسكن إليها لفرط مرحها وحيويتها، تزوجت مصعب بن الزبير ثم عبد الله بن عثمان بن عبد الله ثم زيد بن عرور بن عثمان بن عفان، تميزت السيدة سكينة في المدينة المنورة بالأدب الرفيع والعلم الغزير والشعر الرقيق، وهي أول من سنت الندوات.
الضريح
يقـع ضريح السيدة سكينة بحي الخليفة بالقاهرة فقد اختلف المؤرخون في صحة وجود الضريح به والذين يقرون بوجودها به يعتمدون على القصة الآتية:-
- خطبها الأصبغ بن عبد العزيز وإلى مصر من قبل الخليفة الأموي عبد الملك بن مروان، فحملت إليه ليدخل بها فوجدته قد بغى فرجعت.

يرجع المسجد إلى عهد عبد الرحمن كتخدا سنة 1173 هـ، جددته وزارة الأوقاف بعد ذلك في القرن الثالث عشر الهجري وكتب على المنبر «أنشئ المنبر في عصر الخديوي عباس حلمي الثاني سنة 1322 هـ وكذلك على القبلة وعلى المدخل الرئيسي للمسجد».

### مسجد السيدة عائشة
ينسب المسجد إلي السيدة عائشة بنت جعفر الصادق بن الإمام محمد الباقر بن الإمام على زين العابدين بن الإمام الحسين بن الإمام على بن أبي طالب وهي أخت الإمام موسى الكاظم وهي من العابدات القانتات المجاهدات توفيت سنة 145 هـ، كتب على شاهد قبرها؛ «هذا قبر السيدة الشريفة عائشة من أولاد جعفر الصادق ابن الإمام محمد الباقر ابن علي بن أبي طالب كرم الله وجهه».
ظل قبرها مزاراً بسيطا حتى القرن السادس الهجري، تكون من حجرة مربعة تعلوها قبة ترتكز على صفين من المقرنصات أما في العصر الأيوبي، أنشئ بجوار القبة مدرسة وعند بناء سور القاهرة، فصلت المدرسة عن القبر وفتح سور جديد سمى بباب السيدة عائشة أو باب القرافة .
وصف المسجد
أعاد بناء المسجد الأمير عبد الرحمن كتخدا في القرن الثامن عشر، شكل المسجد وقتها من مربع يتوسطه صحن وتحيط به الأروقة، وعند بناء كوبري السيدة عائشة هدم باب القرافة وقامت فايدة كامل بتجديد مسجد السيدة عائشة على الصورة الحالية التي أصبح عليها الآن وهي الأفضل من الصورة التي كان عليها من عهد الأمير عبد الرحمن كتخدا.

### مسجد السيدة رقية
ينسب المسجد إلي السيدة رقية بنت الحسين، يتكون المسجد من ضريح مستطيل يتوسط ضلعه الغربي المدخل وينقسم إلى ثلاثة أقسام والمتوسط توجد به المقبرة، وتغطيها قبة ويفصل هذا القسم عن القسمين الآخرين عقدان تقوم كل منهما على عمودين قريبين من الجدران ويتوسط كل قسم محراب مجوف ويعتبر المحراب الرئيسي في مشهد السيدة رقية تحفة فنية رائعة إذ تبلغ سعته ثلاثة أمتار وعرضه عشرون مترًا وارتفاعه ستة أمتار، تعلوه طاقية على شكل محارة مفصصة يتوسطها جامة، يحيط به اسم محمد سبع مرات، ويرجع تاريخ المشهد على المحراب الخشبي الموجود بمتحف الفن الإسلامي إلى (528 هـ - 1134)، ويؤيد ذلك النص المقريزي.

### قلعة صلاح الدين بالقاهرة
تعد قلعة صلاح الدين الأيوبي إحدى المعالم الأثرية بحي الخليفة بالقاهرة، بنيت على أعلى أحد جبل المقطم، أقيمت القلعة بين عامي 1176 ، 1182، وتشرف على القاهرة من فوق تلال المقطم ويمكن مشاهدة المنظر العام للمدينة، إتخذت كمقر حكم مصر في عهد المماليك و السلاطين منذ عهد السلطان الناصر صلاح الدين الأيوبي حتى بدايات حكم أسرة محمد علي، وتحوي العديد من المعالم الاثرية مثل؛ (مسجد محمد علي - مسجد الناصر محمد بن قلاوون - المتحف الحربي).

### باب العزب
عند القدوم لزيارة القلعة من ميدان صلاح الدين، جدده الأمير رضوان كتخدا الجلفى سنة (1160 هـ 1747 م)، أقيم الممر بأبراجه الصغيرة سنة 1868 م، تجد باب القرب بكبر حجمه، والمعروف قديما بباب السلسلة أو باب الإسطبل، وهو باب كبير تتمثل فيه عظمة الحصون والداخل منة يقابله مسجد أحمد كتخدا عزبان المنشأ سنة 1109 هـ 1697 م على بقايا مصلى وسبيل الملك المؤيد شيخ المحمودي، يتواجد في القسم الجنوبي بقايا القصر الإبليق بأحجاره الملونة والبرج الذي أنشأه الناصر محمد ابن قلاوون سنة (713 هـ 1313 م)، وفي الجناح الشرقي الشمالي الممر الصخري الذي وقعت فيه مذبحة القلعة سنة 1811م، وبه السر الذي كان يرقم في علم صلاح الدين الشخصي بلون أحمر من نحاس أصفر.

## مناطق

### التونسي
تعتبر منطقة التونسي من أهم مناطق حى الخليفة، يحدها شرقا منطقة مقابر الأوتوستراد وجبل المقطم وغربا مقابر الإمام الشافعي ومنطقة الإمام الشافعي وجنوبا مقابر البساتين وأيضا منطقة وحي البساتين
ومن الشمال منطقة ومقابر السيدة عائشة.